# Rhoda Wise
Rhoda Greer Wise (* 22. Februar 1888; † 7. Juli 1948) war eine US-amerikanische katholische Mystikerin aus Canton, Ohio. Von 1939 bis zu ihrem Tod im Jahre 1948 soll Wise regelmäßig Visionen von Jesus Christus und der Heiligen Thérèse von Lisieux empfangen haben. Eine Reihe von unerklärlichen Krankheitsheilungen wurden mit ihr in Verbindung gebracht, darunter die Heilung von Mutter Angelica, der Gründerin des katholischen TV-Netzwerks EWTN. Im Jahre 2016 wurde Wise offiziell zur Ehrwürdigen Dienerin Gottes erklärt.

## Leben
Rhoda Wise, geborene Rhoda Greer, kam am 22. Februar 1888 in Cadiz, Ohio, als sechstes von acht Kindern zur Welt und wuchs protestantisch auf. Als sie zwei Jahre alt war, zog die Familie nach Wheeling, West Virginia um. 1915 heiratete sie Ernest Wissmar und zog mit ihm nach Canton, Ohio. Ihr Ehemann starb sechs Monate nach der Hochzeit unerwartet an einer Hirnblutung. 1917 heiratete sie in zweiter Ehe George Wise. Das Ehepaar adoptierte zwei Mädchen, von denen eins im Säuglingsalter starb. Da George Wise Alkoholiker war und häufig seine Arbeitsstellen wechselte, lebte die Familie in prekären finanziellen Verhältnissen.
In den 1930er Jahren entwickelte Rhoda Wise schwere gesundheitliche Probleme und musste wiederholt stationär behandelt und operiert werden. Während eines Aufenthaltes in einem von Ordensschwestern geleiteten Krankenhaus im Jahr 1936, lernte sie das Rosenkranz-Gebet kennen und hörte erstmals von der Heiligen Thérèse von Lisieux. Wise begann diese Heilige um ihre Fürsprache zu bitten und kam mit der Herz-Jesu-Verehrung in Kontakt. Im Dezember 1938 entschloss sich Wise, zum katholischen Glauben zu konvertieren, und wurde im Januar 1939 in die römisch-katholische Kirche aufgenommen.
Im Mai 1939 wurde bei Wise unheilbarer Magenkrebs diagnostiziert und in der Erwartung ihres baldigen Todes wurde sie nach Hause geschickt. Nach ihrer eigenen Aussage sah sie dort am 28. Mai 1939 eine Erscheinung von Jesus Christus, der ihr mitteilte, dass er am 28. Juni erneut zu ihr kommen würde in Begleitung der Heiligen Thérèse von Lisieux. Laut ihren Angaben geschah dies am genannten Datum und Wise wurde währenddessen von ihrem Magenkrebs geheilt, ebenso wie von einer großen offenen Wunde in ihrem Bauch. Im August des gleichen Jahres soll die Heilige Thérèse außerdem auf wundersame Weise ihren verletzten Fuß geheilt haben.
Zwischen 1939 und 1948 sah sie laut ihrer Aussage regelmäßig Jesus Christus und die Heilige Thérèse, die ihr zudem jährlich am Geburtstag der Heiligen, dem 2. Januar, erschien.  Bis zu ihrem Tode 1948 soll sie 20 Visionen dieser Art erfahren haben. Diese Visionen veranlassten sie dazu, sich für die Rettung der Seelen, besonders für die von Priestern oder Ordensleuten, geistlich aufzuopfern. An Karfreitag dem 3. April 1942 sollen sich blutende Stigmata auf ihrer Stirn gezeigt haben, die während der nächsten zwei Jahre immer wieder erschienen. 1943 sollen blutende Wunden auch auf ihren Händen und Füßen sichtbar gewesen sein. Verschiedene Besucher sollen diese Vorgänge bezeugt haben. Jesus soll Wise bei seiner letzten Erscheinung am 28. Juni 1948 damit beauftragt haben, täglich den Rosenkranz für die Bekehrung Russlands zu beten.
Die Geschichte von Wises Erlebnissen verbreitete sich und hunderte von Menschen wendeten sich in Briefen an Wise oder besuchten sie in ihrem Haus, um Heilung von körperlichen Leiden oder spirituellen Rat zu suchen. Menschenmengen versammelten sich vor ihrem Haus, wenn sie eine Erscheinung erwartete. Da viele Heilungen mit ihr in Verbindung gebracht wurden, wurde sie als wunderwirkende Frau („miracle woman“) bekannt.
1943 wurde eine Teenagerin names Rita Rizzo, die später Nonne wurde und als Mutter Angelica Bekanntheit erlangte, von ihrer Mutter zu Wise gebracht, um Heilung für ihre chronischen Bauchschmerzen zu erlangen. Mutter Angelica erinnerte sich später daran, wie sie von ihr angeleitet wurde, eine Novene zur Heiligen Thérèse zu beten. Nach dem neuntägigen Gebet sollen ihre Schmerzen urplötzlich verschwunden sein.
Wise starb am 7. Juli 1948, nachdem sie kurze Zeit zuvor einen Schlaganfall erlitten hatte.

## Mögliche Kanonisierung
2016 wurde Wise von Bischof George V. Murry zur Ehrwürdigen Dienerin Gottes erklärt. Eine Seligsprechung wird angestrebt. Die entsprechenden Dokumente wurden 2018 im Vatikan dem Dikasterium für die Selig- und Heiligsprechungsprozesse vorgelegt.

## Andenken

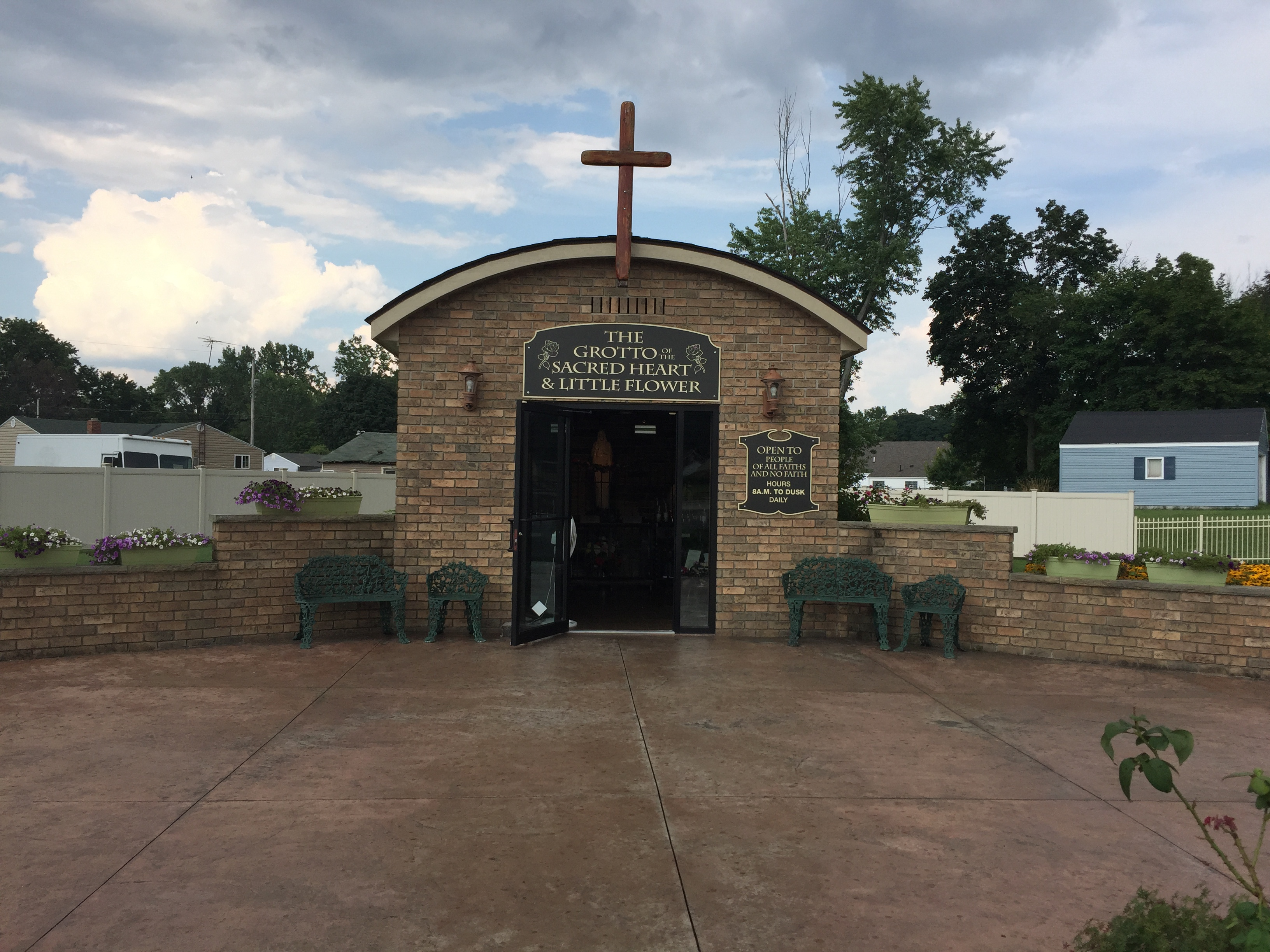
Die Grotte des „Heiligsten Herzens und der Kleinen Blume“ neben dem Haus von Rhoda Wise, August 2017

Auch nach ihrem Tod besuchten Pilger weiterhin das Haus von Rhoda Wise. 2003 wurde mit bischöflicher Erlaubnis eine Gebetskapelle, die „Grotte des Heiligsten Herzens und der Kleinen Blume“ (Grotto of the Sacred Heart and the Little Flower), neben dem Haus errichtet.